# Henri Elby (1894-1966)
Pour le fils, voir Henri Elby (1918–1986).
Henri Elby, né le 15 juillet 1894 à Bruay (Pas-de-Calais) et décédé le 17 septembre 1966 à Groffliers (Pas-de-Calais), est un industriel et homme politique français.

## Biographie
Maillon d'une dynastie politico-industrielle du Pas-de-Calais (son père était Jules Elby, sénateur-maire de Bruay et son fils a également siégé au Sénat), il se concentre sur sa carrière de gérant de sociétés et de président de la Chambre de commerce de Béthune. En 1936 toutefois, il décide de se porter candidat aux élections législatives sous les couleurs des Radicaux indépendants. Il est battu par le candidat radical-socialiste.
Quelques mois plus tard, il est candidat unique des modérés et républicains nationaux à une élection sénatoriale partielle consécutive au décès du sénateur Salmon (Union républicaine, affiliée à l'Alliance démocratique). Élu, il rejoint le groupe centriste de l'Union démocratique et radicale.
Il vote, le 10 juillet 1940, en faveur de la remise des pleins pouvoirs au Maréchal Pétain et se retire définitivement de la vie parlementaire.